# Компреньяк
Компренья́к (фр. Comprégnac, окс. Comprenhac) — коммуна во Франции, находится в регионе Окситания. Департамент — Аверон. Входит в состав кантона Западный Мийо. Округ коммуны — Мийо.
Код INSEE коммуны — 12072.
Коммуна расположена приблизительно в 540 км к югу от Парижа, в 135 км северо-восточнее Тулузы, в 45 км к юго-востоку от Родеза.

## Население
Население коммуны на 2008 год составляло 236 человек.
| 1962 | 1968 | 1975 | 1982 | 1990 | 1999 | 2008 |
| ---- | ---- | ---- | ---- | ---- | ---- | ---- |
| 106  | 141  | 114  | 133  | 178  | 215  | 236  |

## Экономика
В 2007 году среди 183 человек в трудоспособном возрасте (15—64 лет) 123 были экономически активными, 60 — неактивными (показатель активности — 67,2 %, в 1999 году было 78,1 %). Из 123 активных работали 113 человек (61 мужчина и 52 женщины), безработных было 10 (6 мужчин и 4 женщины). Среди 60 неактивных 20 человек были учениками или студентами, 27 — пенсионерами, 13 были неактивными по другим причинам.

## Достопримечательности
- Церковь Сен-Кристоф (XVI век). Памятник истории 1936 года[3]

## Фотогалерея

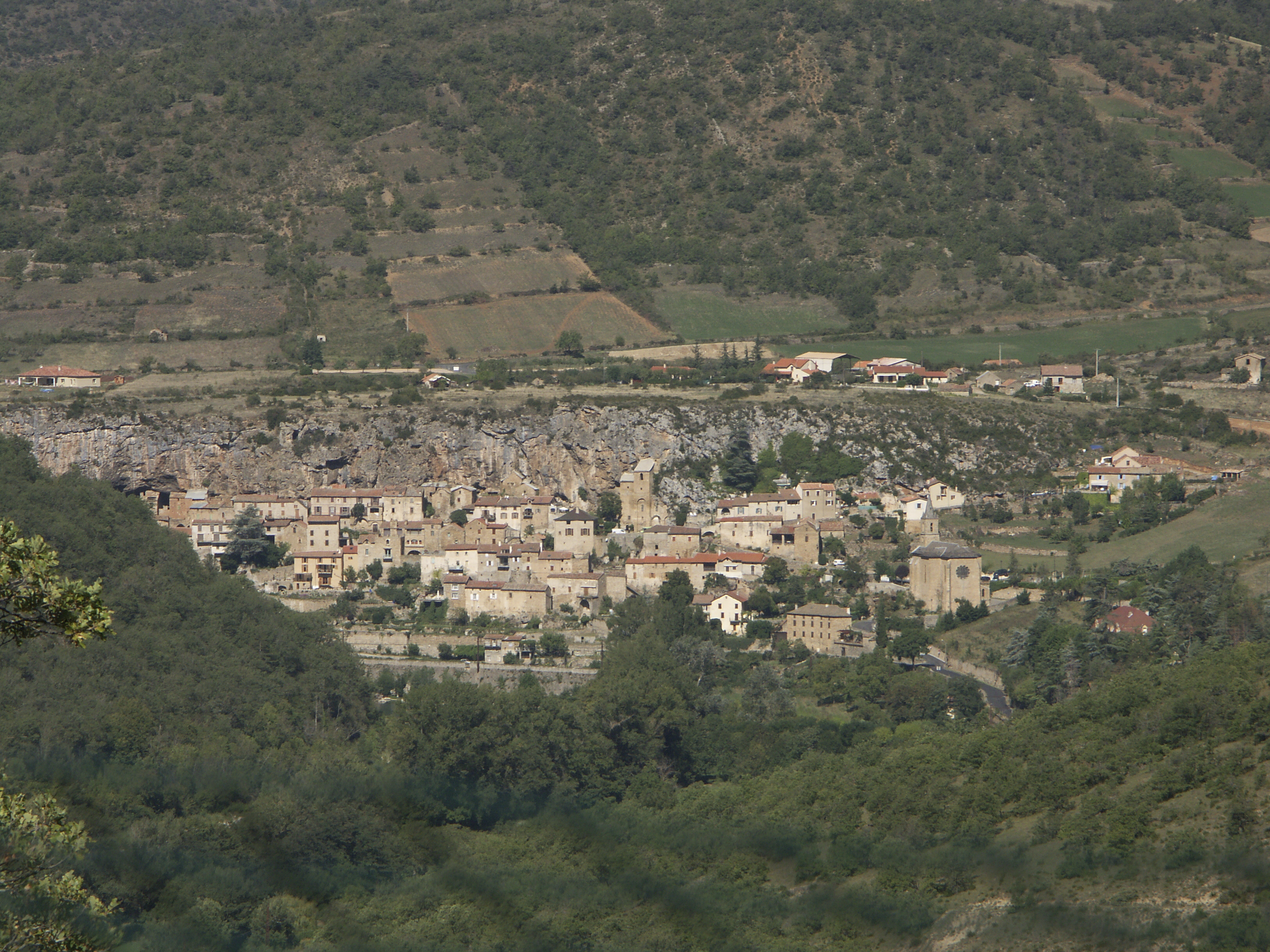
Пейр
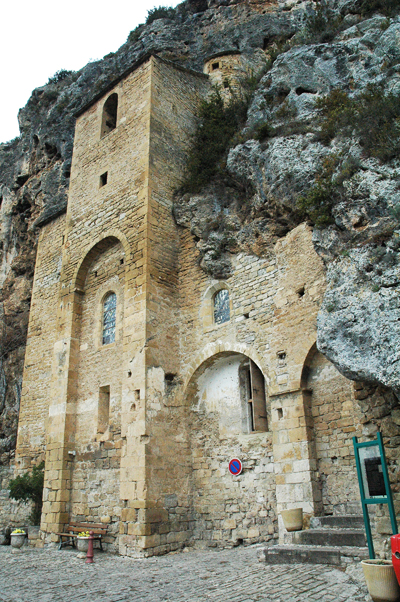
Церковь Сен-Кристоф
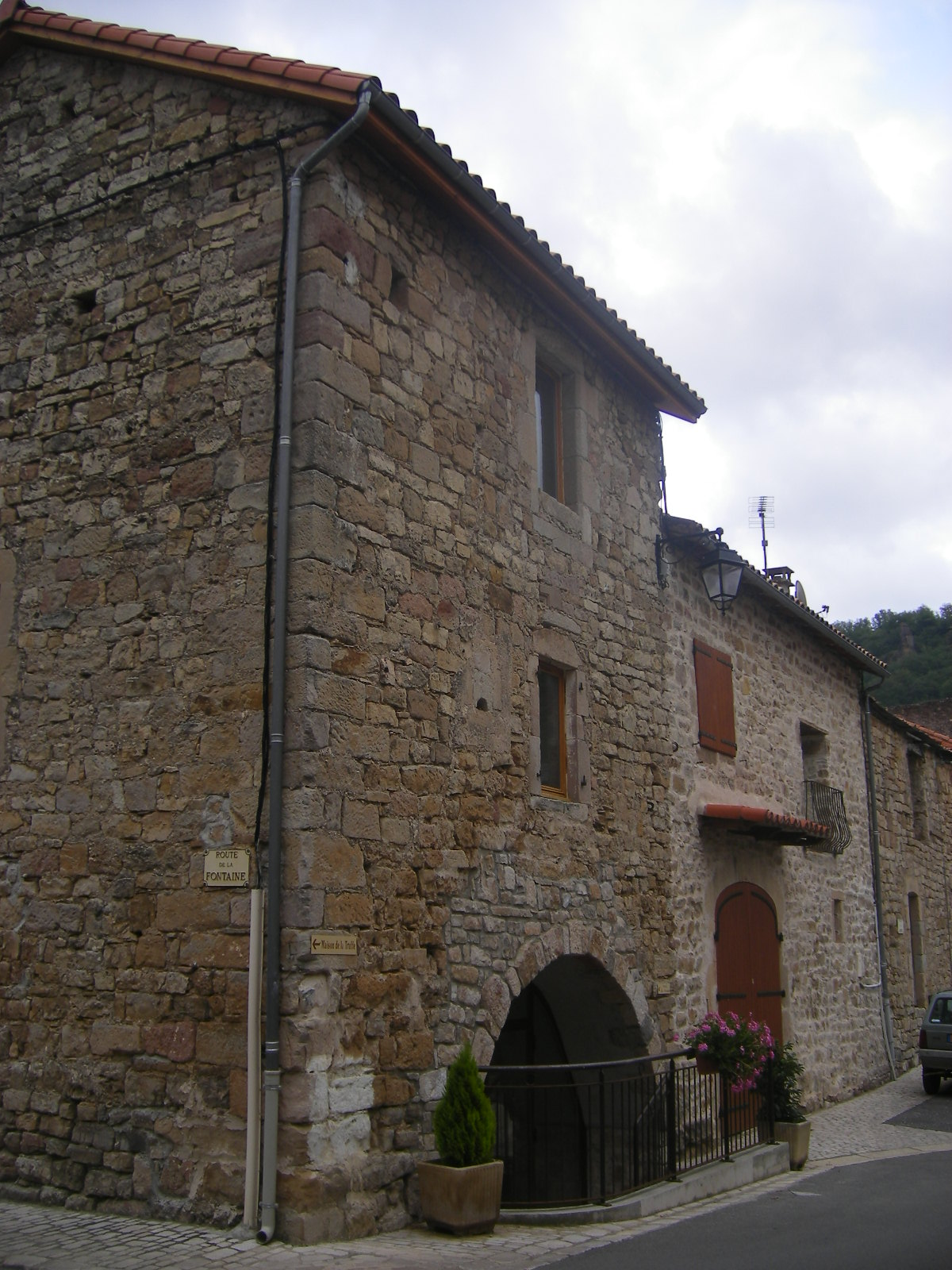
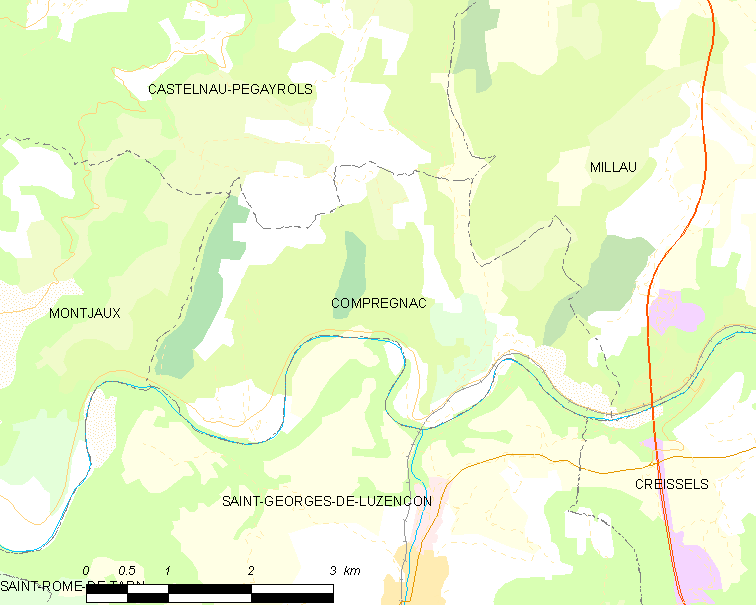
Карта коммуны